# Liste der südafrikanischen Botschafter in Brasilien
Die Botschaft befindet sich in der Avenida das Nacoes, Lote 6 in Brasília.
| Ernennung Akkreditierung | Botschafter               | Bemerkung | Regierung in Südafrika      | akkreditiert bei der Regierung       | Posten verlassen |
| ------------------------ | ------------------------- | --- | --------------------------- | ------------------------------------ | ---------------- |
| 29. Jan. 1944            | Frans du Plessis          | Generalkonsul | Jan Christiaan Smuts        | Getúlio Vargas                       | 13. Mai 1948     |
| 14. Mai 1948             | Eugene Kevin Scallan      | Botschafter | Daniel Françoi Malan        | Eurico Gaspar Dutra                  | 17. Sep. 1951    |
| 18. Sep. 1951            | Johannes Dreyer Pohl      | | Daniel François Malan       | Getúlio Vargas                       | 29. Jan. 1956    |
| 23. Apr. 1956            | Terence Henry Eustace     | | Johannes Gerhardus Strijdom | Juscelino Kubitschek                 | 4. Jan. 1959     |
| 13. Feb. 1959            | Basil Johnstone Jarvie    | 1954 Geschäftsträger in Washington, 30.11.1955 – 15.11.1958: Botschafter in Stockholm                                                    | Hendrik Frensch Verwoerd    | Juscelino Kubitschek                 | 15. Apr. 1960    |
| 16. Apr. 1960            | H. G. Clayton             | Geschäftsträger | Hendrik Frensch Verwoerd    | Juscelino Kubitschek                 | 4. Nov. 1960     |
| 5. Nov. 1960             | Theodore Hewitson         | 1972–1974: Botschafter in Brüssel | Hendrik Frensch Verwoerd    | Juscelino Kubitschek                 | 31. März 1967    |
| 12. Mai 1967             | Robert Abraham Du Plooy   | | Theophilus E. Dönges        | Artur da Costa e Silva               | 14. Aug. 1970    |
| 17. Sep. 1970            | Willen Schalk Van Heerden | 1949: Geschäftsträger in Buenos Aires 1961 Generalkonsul in Luanda.                                                                      | Jacobus Johannes Fouché     | Emílio Garrastazu Médici             |                  |
| 1976                     | François Viljoen          | | Johannes de Klerk           | Ernesto Geisel                       |                  |
| 1976                     | Johan Frederick Pretorius | (* 1929) trat 1954 in den auswärtigen Dienst wurde in Mosambik, Portugal und Frankreich beschäftigt, Vater des Musikers André Pretorius. | Johannes de Klerk           | Ernesto Geisel                       | 1980             |
| 1. Jan. 1981             | Frederich G. Conradine    | | Marais Viljoen              | João Baptista de Oliveira Figueiredo |                  |
| 1986                     | Alex Van Zyl              | | Pieter Willem Botha         | José Sarney                          | 1988             |
| 1994                     | Carel J. B. Wessels       | | Nelson Mandela              | Itamar Franco                        | 1996             |
| 2002                     | Mbulelo Rakwena           | 1984: Vorsitzender der Black Electronics and Electrical Workers’ Union                                                                   | Thabo Mbeki                 | Fernando Henrique Cardoso            | 2004             |
| 2005                     | Lindiwe Zulu              | | Thabo Mbeki                 | Luiz Inácio Lula da Silva            | 2006             |
| 15. Dez. 2010            | Bangumzi Sifingo          | 1999: ehemaliger Gewerkschafter, Hoher Kommissar in Nigeria                                                                              | Jacob Zuma                  | Luiz Inácio Lula da Silva            | 2004             |
| 5. Sep. 2012             | Mphakama Nyangweni Mbete  | | Jacob Zuma                  | Dilma Rousseff                       |                  |